# أتول قواندي
أتول قواندي Atul Gawande (ولد في 5 نوفمبر، 1965) هو جراح أمريكي وكاتب وباحث في الصحة العامة، وممارس للجراحة العامة ومتخصص بجراحة الغدد الصماء في مستشفى بريقهم ومستشفى النساء، وهو بروفيسور في قسم السياسة الصحية في جامعة هارفرد للصحة العامة وفي قسم الجراحة في جامعة هارفرد الطبية. والدكتور قواندي المدير التنفيذي لمختبرات أريندي وهو مركز مُشترك لابتكار أنظمة صحية، ويرأس جمعية لايف بوكس وهي جمعية خيرية لتقليل حوادث الوفيات في العمليات الجراحية حول العالم.

## نشأته وتعليمه
ولد قواندي في بروكلين في نيويورك لأبوين طبيبين هنديين مهاجرين من المهارشترا إلى الولايات المتحدة الأمريكية، وانتقلوا بعد ذلك إلى أثينز في ولاية أوهايو حيث تربى هو وأخته وتلقّى تعليمه في مدرسة أثينز الثانوية. وحصل قواندي على شهادته الجامعية من جامعة ستانفورد عام 1987، ثم حاز على منحة رودس لدراسة الفلسفة والسياسة والاقتصاد في كلية باليول في جامعة أوكسفورد عام 1989، وتخرج قواندي من كلية الطب في جامعة هارفرد الطبية عام 1995، ثم حصل على شهادة الماجستير في الصحة العامة من جامعة هارفرد للصحة العامة في 1999.

## عمله السياسي ودراسته للطب
عمل قواندي متطوعاً في حملة قاريز هارت حين كان طالباً، وقضى سنة واحدة لإنهاء متطلبات منحته الدراسية في جامعة أوكسفورد، وبعد تخرجه انظم إلى حملة آل جور الرئاسية عام 1988، وعمل باحثاً في الرعاية الصحية لدى ممثل الكونجرس جيم كوبر الذي اقترح في ملتقى الديمقراطيين المحافظين مشروع «المنافسة المنظمة» في الرعاية الصحية. وبعد سنتين انقطع عن دراسته للطب ليصبح مساعداً في جانب الرعاية الصحية لبيل كلينتون خلال حملته الانتخابية عام 1992، ثم كبيراً للمستشارين في قسم الخدمات الإنسانية والصحية بعد أن أصبح بيل كلينتون رئيساً للولايات المتحدة الأمريكية، وترأس إحدى الثلاث لجان لقوة مهمات الرعاية الصحية لبيل كلينتون، وأشرف على 75 شخصاً ووضح فوائد هذه البرامج للأمريكيين ومتطلباتها للعاملين. وبعد ذلك عاد لدراسة الطب عام 1993 وحصل على شهادة الطب عام 1994.

## الصحافة
بعد فترة من بداية عمله كطبيب مقيم طلب منه صديقه جيكوب ويسبرق محرر مجلة سليت الإلكترونية المشاركة في المجلة، وكتاباته في المجلة عن طبيعة حياة الجرّاح المقيم في المستشفى جذبت انتباه مجلة ذا نيويوركر والتي نشرت له عدة مقالات قبل أن تعرض عليه العمل في المجلة عام 1998.
وفي مقالة نُشرت له في مجلة ذا نيويوركر في يونيو عام 2009 شرح فيها سبب غلاء الرعاية الصحية من خلال مقارنة برنامجيّ رعاية صحية في مدينتين في تكساس، بيّن فيها أن ثقافة زيادة إيرادات الرعاية الصحية في مدينة ماكآلن تعتبر تجارة (فجزء كبير من تلك الإيرادات تصرف لتوفير جوانب غير مهمة في الرعاية الصحية) وهذا عنصر رئيسي في رفع تكلفة الرعاية الصحية على العكس من الرعاية الصحية عالية الجودة ومنخفضة التكلفة التي توفرها مايو كلينيك وغيرها من الأنظمة الفعّآلة للرعاية الصحية.
واعتبر إزرا كلين الكاتب في جريدة ذا واشنطن بوست هذه المقالة أفضل مقالة كُتبت ذلك العام في الرعاية الصحية، فقد لخص قواندي أسباب غلاء الرعاية الصحية وأسباب ضعف جودتها وقدم حلولاً لها. وقد أشار الرئيس الأمريكي باراك أوباما إلى هذه المقالة في محاولته لكسب موافقة الكونقرس الأمريكي على قانون إصلاح نظام الرعاية الصحية, ووفقاً لتصريح عضو مجلس الشيوخ رون ويدن فإن المقالة أحدثت تغييراً كبيراً وتأثيراً على رؤية أوباما لنظام الرعاية الصحية، وعرض أوباما هذه المقالة على مجموعة من أعضاء مجلس الشيوخ وقال: «هذا ما يجب إصلاحه». بعد أن قرأ تشارلي مانجر إحدى شركاء رجل الأعمال وارن بافيت المقالة أرسل شيكاً بقيمة 20 ألف دولار لقواندي لشكره على تقديم هذا العمل المفيد للمجتمع، وتبرع قواندي بهذا المبلغ لمركز الجراحة والصحة العامة في مستشفى بريقهم ومستشفى النساء.
وقد نشر قواندي بالإضافة لكتاباته التي اشتهر بها دراسات حول موضوعات مختلفة منها تقنيات للجراحة العسكرية والأخطاء في الطب والمُدرجة في مجلة نيوإنقلند الطبية. وهو الرئيس المسؤول عن تحديات سلامة المرضى عالمياً في منظمة الصحة العالمية. وظهرت مقالاته ضمن قائمة أفضل مقالات أمريكية لعام 2003، وأفضل كتابات علمية أمريكية لعام 2002 و 2009، وأفضل كتابات علمية وطبيعية أمريكية لعام 2011.

## مؤلفاته
نشر قواندي أول كتاب له عام 2002 بعنوان «مضاعفات: ملاحظات جرّاح على علم غير كامل» والذي وصل إلى نهائيات جائزة الكتب المحلية وتم نشره في أكثر من مائة دولة.
وأصدر ثاني كتاب له في أبريل عام 2007 بعنوان «أفضل: ملاحظات جرّاح على الأداء» والذي استعرض فيه ثلاثة خصال اعتبرها قواندي الأكثر أهمية للنجاح في الطب: المثابرة والعمل السديد والابتكار، وقدم قواندي بعض الأمثلة لشخصيات جسّدت هذه الخصال. وعمل الكتاب على إظهار جوانب عديدة لمشاكل الرعاية الطبية مثل قانون الأخطاء الطبية في الولايات المتحدة الأمريكية, ودور الأطباء في عقوبة الإعدام، واختلاف الأساليب العلاجية بين المستشفيات.
وصدر كتاب قواندي الثالث عام 2009 بعنوان «قائمة التصريح: كيف تُنجز أعمالك» والذي ناقش أهمية التنظيم والتخطيط (مثل اتباع أسلوب استخدام قوائم المهام) في الطب وبشكل عام، وقد وصل الكتاب إلى قائمة أكثر الكتب الواقعية مبيعاً عام 2010 حسب تصنيف جريدة نيويورك تايمز للكتب المطبوعة.
والكتاب الرابع صدر في أوكتوبر عام 2014 بعنوان «على قيد الفناء: الطب والمهم في النهاية».

## الجوائز
حصل قواندي عام 2006 على زمالة ماك أرثر لعمله في البحث والتعبير عن ممارسات الجراحة الحديثة والأخلاقيات الطبية، وفي 2007، أصبح رئيساً للجهود المبذولة في تقليص وفيات العمليات الجراحية في منظمة الصحة العالمية، ثم انتُخب في 2009 لزمالة مركز هيستينقز.
لُقِّب في عام 2004 من قبل مجلة نيوزويك كواحد من العشرين من جنوب آسيا الأكثر تأثيراً. وحصل على الترتيب الخامس في مجال المفكرين عام 2010 في قائمة مجلة التايم لأكثر 100 شخصية أمريكية مؤثرة، وفي نفس العام كان اسمه ضمن قائمة أفضل المفكرين في العالم في مجلة فورن بولسي.
وقدّم قواندي في 2014 محاضرات ريث للبي بي سي والتي تضمنت سلسلة من أربع محاضرات بعنوان مستقبل الطب، والتي قُدِّمت في بوستن ولندن وادنبره ودلهي.

## حياته الشخصية
يقيم قواندي في نيوتاون في ولاية ماستشوستس مع زوجته كاثلين هوبسون خريجة جامعة ستانفورد وأطفالهم الثلاثة والكر وهاتي وهانتر.